# Церковь Сан-Франсиску
Церковь Сан-Франсиску (порт. Igreja São Francisco de Assis) — католическая церковь, находящаяся в административном районе Пампулья города Белу-Оризонти, штат Минас-Жерайс, Бразилия. Национальный памятник (ID 373). 

## История
Церковь Сан-Франсиску была построена в 1943 году как один из архитектурных элементов административного района Пампулья, строительство которого началось в 1940 году вокруг одноимённого искусственного озера. Инициатором строительства Пампульи был мэр Белу-Оризонти Жуселину Кубичек, будущий президент Бразилии.
Церковь представляет собой один из самых известных образцов бразильского модернизма. Она была построена по проекту архитектора Оскара Нимейера и инженера Жуакина Кардозу. Архитектурный стиль храма и его росписи с самого начала вызвали негативную реакцию архиепископа архиепархии Белу-Оризонти Антониу дус Сантус Кабрала. Он заявил, что храм непригоден для богослужений. В течение 14 лет в церкви не разрешали проводить богослужения из-за её крайне необычных формы и росписей. С определённых ракурсов её форма напоминает серп и молот (известно, что Нимейер был убеждённым коммунистом).
Преемник Жуселину Кубичека на посту мэра после неудачных попыток разрушить храм наполнил помещение церкви предметами культа различных направлений искусства. Позднее храм перешёл в собственность Национального департамента художественного и исторического наследия. После того как храм был отреставрирован в 1958 году, вспомогательный епископ архиепархии Белу-Оризонти освятил церковь в апреле 1959 года.

## Архитектура
Внешние стены расписаны Кандиду Портинари (фигуративная роспись, святой Франциск проповедует рыбам) и Паулу Вернеком (абстрактная роспись). Сад вокруг церкви спроектирован Роберту Бурле-Марксом. Церковь стоит на берегу озера и выполнена из железобетона. По форме она напоминает авиационный ангар с крышей параболической форма и двумя боковыми пристройками. Около здания церкви поставлена колокольня в форме призмы, расширяющейся кверху. В интерьере церкви расположены четырнадцать живописных панелей, выполненных Портинари.